# Antje Stille

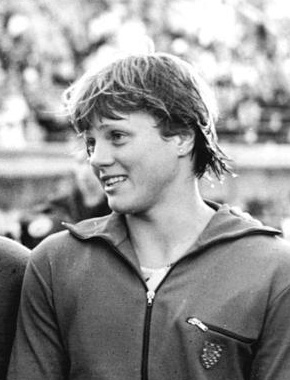
Antje Stille (1977)

Antje Stille (* 8. September 1961 in Salzwedel) ist eine ehemalige deutsche Schwimmerin, die für die DDR antrat.

## Werdegang
Im Februar und März 1976 stellte Antje Stille vom SC Magdeburg zwei Weltrekorde über 200 Meter Rücken auf. Bei den DDR-Meisterschaften im gleichen Jahr belegte sie über 200 Meter Rücken den dritten Platz hinter Birgit Treiber und Ulrike Richter.
Damit hatte sie sich für die Teilnahme an den Olympischen Spielen in Montreal qualifiziert. Über 100 Meter Rücken erreichte sie als Drittschnellste der Halbfinalläufe das Finale. Im Endlauf siegte Richter vor Treiber, dahinter schlugen drei Kanadierinnen an. Antje Stille konnte ihre Zeiten aus Vorlauf und Halbfinale nicht wiederholen und belegte den siebten Platz. Über 200 Meter Rücken hatte Treiber im Juni den Weltrekord unterboten. Antje Stille erreichte den Endlauf mit der siebtbesten Zeit und belegte dann den sechsten Platz im Finale. Auch hier gewann Richter vor Treiber, Dritte wurde wie über 100 Meter die Kanadierin Nancy Garapick.

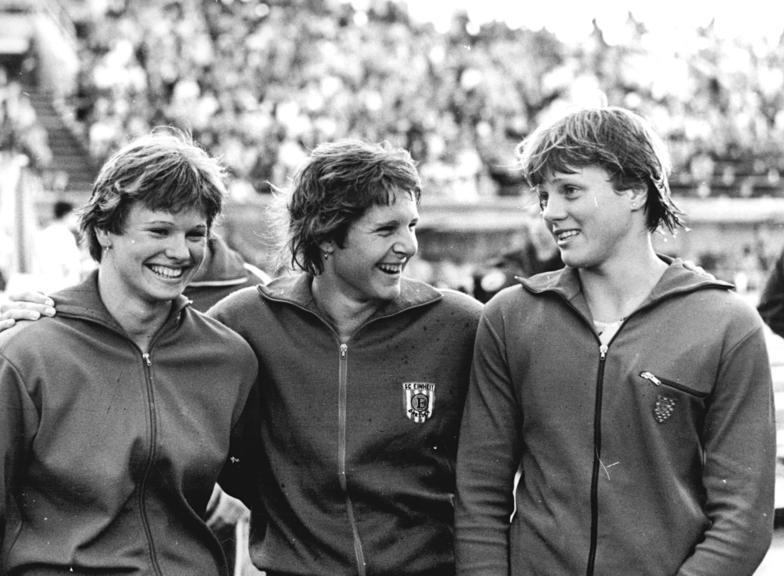
DDR-Meisterschaften 1977 über 200 Meter Rücken von links nach rechts: Ulrike Richter (2.), Birgit Treiber (1) und Antje Stille (3)

1977 wiederholten die drei Top-Rückenschwimmerinnen der DDR den Einlauf des Vorjahres auf den Plätzen 1 bis 3. 1978 und 1979 war Antje Stille bei den DDR-Meisterschaften jeweils hinter Brigit Treiber Zweite über 200 Meter Rücken. Bei den Weltmeisterschaften 1978 in West-Berlin siegte auf beiden Rückenstrecken Linda Jezek aus den Vereinigten Staaten vor Birgit Treiber und der Kanadierin Cheryl Gibson. Antje Stille belegte auf beiden Distanzen den sechsten Platz.
Antje Stille ist die Stieftochter der Schwimmerin Ursula Küper.